# Ейски лиман
Ѐйският лиман (на руски: Ейский лиман) е плитък залив в североизточната част на Азовско море, разположен на територията на Краснодарски край и Ростовска област на Русия. Представлява оградена от към морето чрез Ейската и Глафировската пясъчни коси устие на река Ея. Дълъг 24 km, широк до 13 km, дълбочина до 3,2 m. На югозападния му бряг е разположен град Ейск, станица Старошчербиновская (районен център) и още 7 села по северното и южното му крайбрежие в Краснодарски край и село Елизаветовка (в устието на река Ея) в Ростовска област.